# Attack Attack!
Attack Attack!是一個美國金屬核樂團。他們來自俄亥俄州。目前屬於Rise唱片旗下的樂團。自2005年成立以來，他們發行過一張EP《If Guns Are Outlawed, Can We Use Swords?》和兩張專輯，分別是《Someday Came Suddenly》與一張《Attack Attack!》。
雖然樂團有些歌曲，包含基督教性的歌詞，成員並不是全都基督徒，他們也自認不是基督教樂團。

## 樂團歷史

### 成軍與作品《Someday Came Suddenly》 (2005–2008)
成立於2007年間的Attack Attack!，創始團員為Austin Carlile、Ricky Lortz、Andrew Whiting、Nick White與Andrew Wetzel。其後Johnny Franck取代了Ricky Lortz成為新的吉他與歌手、John Holgado則是取代了Nick White成為新的貝斯手。
2008年初，樂團獨立發行了迷你專輯《If Guns Are Outlawed, Can We Use Swords?》，接著在同年六月獲得Rise唱片的簽約，並發行第一張專輯《Someday Came Suddenly》。發行之時，作品獲得告示牌200第25位、獨立專輯排行榜第193位。儘管這張作品帶了許多負評，但仍在第一個禮拜賣出了3600張。

### 主唱Carlile的離去與新主唱Barham的來到 (2008–2009)
在與樂團Maylene and the Sons of Disaster巡迴之時，主唱Austin Carlile忽然辭退主唱一職，離開樂團，換上For All We Know的前主唱Nick Barham。
2009年，他們為Fearless唱片錄製《Punk Goes...》系列第八張專輯《Punk Goes Pop 2》，Attack Attack!翻唱了Katy Perry的"I Kissed a Girl"，這是前主唱Austin Carlile離開前就錄製好的。接著他們展開巡迴，與樂團Escape the Fate、William Control、Black Tide和Burn Halo
除此之外，他們參加了2009年的Warped巡迴，與無利益團體Music Saves Lives簽約，與捐血的歌迷們見面。

### 主唱Barham的離去 (2009–2010)
Attack Attack!拍攝了他們最具爭議性的歌曲《Stick Stickly》的MV，這支音樂影帶同樣也引發一連串的批評，唱片公司Buddyhead與英國報紙The Guardian接大篇幅評論。 The band also has a "live" video for the song "Dr. Shavargo Pt. 3".
十月19日，在Attack Attack!主場巡演前兩天，主唱Nick Barham宣布離開樂團，在他的MySpace上說：「這是改變的時候，」而非與團員不合。這樣臨時的變動，他們只好讓身為鍵盤手的Caleb Shomo擔任主唱。
年底之時，Attack Attack!還與樂團I Set My Friends On Fire、Miss May I、Our Last Night與The Color Morale展開 Shred Til You're Dead巡迴。在這場巡迴中，他們首次公開來自新專輯《Attack Attack!》的曲目《Sexual Man Chocolate》。

### 同名專輯與Franck的離去 (2010–2011)
2010年，Attack Attack!成為《Artery Across the Nation巡迴》的主秀，與樂團Asking Alexandria、I See Stars、Breathe Carolina與Bury Tomorrow在年初同台演出。在發片前夕，他們更進一步演奏了三首來自《Attack Attack!》的歌曲。分別是《Sexual Man Chocolate》、《AC-130》和《A For Andrew》。2010年六月8日發行了同名專輯。
樂團在Warped巡演期間，於Altec Lansing舞台全場演出，同樣也參與十一月的《This Is a Family 巡演》。
十一月10日，Johnny Franck也決定離開樂團，他希望能夠藉由音樂，建立與神的關係，另外組了樂團The March Ahead。因此，樂團放送了一首由Caleb Shomo包辦清腔與吼腔的歌曲。來自樂團My Ticket Home的主唱Sean Mackowski暫時遞補這個空職。而MVSmokahontas在隔年的一月21日發布。其中，My Ticket Home的主唱Sean Mackowski和In Fear and Faith的前主唱Cody Anderson都參與了MV的拍攝。終於在2011年，Attack Attack!在Warped Tour的主場舞台上表演。
樂團開始計畫於七月19日，發行豪華版的同名專輯，增加四首新歌、兩首未插電版與兩首混音版。新歌《Last Breath》先行在七月7日公開宣傳。這也是第一首正式歌曲，由Caleb Shomo負責清腔與吼腔，音樂製作人為John Feldmann。第三張專輯也預計在2012年初發行。

### 第三張專輯《This Means War》(2011–)
Caleb Shomo在Twitter上表示，他們的第三張專輯《This Means War》已經錄製完成了。這張專輯有十個曲目，預計在2012年一月27日發行。專輯單曲《The Motivation》在十二月12日公開。此外，這張專輯的主場巡演《This Means War巡迴》將與有樂團The Ghost Inside, Sleeping with Sirens, Chunk! No Captain Chunk, and Dream On, Dreamer暖場演出。而後，MV《The Wretched》於一月12日發布。

### Caleb Shomo離去與樂團的解散(2013)
Caleb Shomo因個人因素離團，幾個月後樂團宣布解散

## 音樂風格
大家普遍認為Attack Attack!的音樂類型屬於金屬核、後硬核融合電子樂。這種特色明顯的出現在他們的音樂，包含將歌聲採用Auto-Tune處理、鐵克諾音樂、Breakdowns與鍵盤獨奏。

## 樂團成員
歷代成員
- Johnny Franck - 節奏吉他、和聲 (2007–2010)
- Nick Barham - 主唱 (2008–2009)
- Austin Carlile - 主唱 (2007–2008)
- Ricky Lortz - 節奏吉他、清腔 (2007)
- Nick White - 貝斯手 (2007)
- Andrew Wetzel - 鼓手 (自2007)
- Andrew Whiting - 吉他手 (自2007)
- John Holgado - 貝斯手 (自2008)
- Caleb Shomo - 主唱 (自2009)、程式處理、混音師、鍵盤手 (自2008)

巡迴成員
- Sean Mackowski - 節奏吉他、清腔(自2010)

## 作品
正規專輯
| 年份 | 標題                  | 出版 | 排行榜    | 排行榜     | 排行榜            |
| 年份 | 標題                  | 出版 | 告示牌200 | 獨立排行榜 | Top Heatseekers榜 |
| ---- | --------------------- | ---- | --------- | ---------- | ----------------- |
| 2008 | Someday Came Suddenly | Rise | 193       | 25         | 9                 |
| 2010 | Attack Attack!        | Rise | 26        | 1          | -                 |
| 2012 | This Means War        | Rise | -         | -          | -                 |

EPs
- If Guns Are Outlawed, Can We Use Swords? (2008)

Demos
- "Dr. Shavargo Pt. 1"

### MV
- "Stick Stickly" (2009)
- "Dr. Shavargo Pt. 3" (2009)
- "Smokahontas" (2011)
- "The Wretched" (2012)

### 單曲
| 曲名                 | 發行日期         | 專輯                        |
| -------------------- | ---------------- | --------------------------- |
| "Stick Stickly"      | 2009年六月4日    | Someday Came Suddenly       |
| "Dr. Shavargo Pt. 3" | 2009年八月25日   | Someday Came Suddenly       |
| "The People's Elbow" | 2009年九月9日    | Someday Came Suddenly       |
| "Smokahontas"        | 2011年一月11日   | Attack Attack!              |
| "Last Breath"        | 2011六月27日     | Attack Attack! (豪華版重發) |
| "The Motivation"     | 2011年十二月15日 | This Means War              |